# Pagans MC
Pagans MC — американский мотоклуб основанный в 1957 году, в округе Принс-Джорджес, Мэриленд, США. Язычники быстро расширялись и к 1959 году начали развиваться по образцу вне законных клубов.
По данным ATF являются клубом вне закона. Pagans MC воюют с Hells Angels MC и другими 1% клубами. В настоящее время имеют чаптеры в Калифорнии, Делавэре, Флориде, Кентукки, Мэриленде, Нью-Джерси, Нью-Йорке, Северной Каролине, Огайо, Орегоне, Пенсильвании, Теннесси, Южной Каролине, Виргинии, Массачусетсе, Род-Айленде, Западной Виргинии, штате Вашингтон и Пуэрто-Рико.

## История
Pagans MC были основаны Лу Добкиным в округе Принс-Джорджес, Мэриленд, США начиная с 1957 года и заканчивая 1958. Язычники начали носить джинсовые куртки с вышитыми знаками отличия (патчи) вместо заданного стандарта других байкерских клубов вне закона. Изначально Pagans MC называли себя «братство 13 мотоциклистов» (brotherhood of 13 motorcyclists). В 1960-х годах они составили свою конституцию и сформировали структуру управления, избрав национального президента, которому платили столько же, сколько президенту США.
Pagans MC были довольно добрым клубом до 1965 года. Новые принятые члены мотоклуба поставили Pagans MC на путь эволюции в OMG (outlaw motorcycle gangs). Во многом это был смысловой жест, сделанный после того как язычники собрались на мотогонках в Мэриленде. В результате этого в местных газетах они были названы «1% мотоциклистов, доставляющий проблемы». В свою очередь язычники утверждают что после этого они изобрели и приняли патч «1%er», который тогда приняли большинство мотоклубов вне закона.
Pagans MC наладили общение с организованной преступностью (La Cosa Nostra) в таких городах, как Филадельфия, Питтсбург и Нью-Йорк. Благодаря этому язычники стали доминирующими в североатлантическом регионе. Они стали единственным крупным 1% клубом в этом регионе, а также на большей части северо-востока США. Их рост под президенством Джона «Сатаны» Маррона (John "Satan" Marron) привел к тому, что в начале 70-х Pagans MC насчитывали в себе около 5000 членов. Их материнский чаптер никогда не находился на одном месте, но не выходил за границы северо-востока США. В руководстве язычниками всегда должны были находиться 13 человек.
В основном Pagans MC были сосредоточены на северо-востоке США и средней части Атлантики, а в 1990 году начали проникать во Флориду и запад, с чаптерами за рекой Миссисипи. В этот период язычники медленно росли в связи с принятием мелких 1% клубов под свои патчи, такая практика поглощения мотоклубов преобладала с 1970 до начала 1990.

## Патч
Патч Pagans MC изображает скандинавского огненного гиганта Сурта, сидящего на солнце с мечом в руках, а также слово Pagan's в красном, белом и синем цветах. Изображение Сурта взято с иллюстрации Джека Кирби в 97-м выпуске комикса «Путешествие в тайну». Исторически Pagans MC не носили нижний рокер с указанием территории чаптера, это было связано с соблюдением конфиденциальности при встречах с представителями закона, но некторые восточные чаптеры начали это делать, обозначая только восточное побережье (East Coast). Участники Pagans MC носят только джинсовые жилетки с клубными патчами спереди и сзади.

## Численность
Pagans MC имеют около 5000+ членов и более 100 чаптеров, которые активны вдоль восточного побережья США, а в последнее время западного побережья и в Пуэрто-Рико. Чаптеры Pagans MC действуют во Флориде, Нью-Йорке, Массачусетсе, Род-Айленде, Нью-Джерси, Пенсильвании, Делавэре, Мэриленде, Северной Каролине, Вирджинии, Западной Вирджинии, штате Вашингтон, Орегоне, Пуэрто-Рико и Неваде. Как и все 1% мотоклубы Pagans MC имеют материнский чаптер, который управляет другими чаптерами.
Pagans MC планировали расширяться на север, в Канаду. Для этого они посчитали нужным поддержать вражеский клуб Hells Angels в войне против Канадского клуба Rock Machine MC. Rock Machine MC канадский международный мотоклуб с чаптерами по всему миру, они участвовали в нескольких конфликтах с Hells Angels, включая Квебекскую байкерскую войну. В 2011 году десятки язычников отправились в Нью-Брансуик, чтобы встретиться с RMMC. В то время в Нью-Брансуике не было большого влияния 1% клубов, встреча должна была укрепить дружбу и исследовать провинцию на предмет криминального расширения. Однако в 2018 году член Pagans MC Эндрю «Шеф» Глик (Andrew "Chef" Glick) сообщил, что группа язычников отказалась от своих планов по расширению на север. Он сослался на жестокие канадские законы против 1% байкеров, а также что большая часть канадских Hells Angels являются жестокими членами среди всех 1% клубов.

### Саппорт клубы
Sons of Satan MC - является 1% мотоклубом, а также саппорт клубом Pagans MC. Он был основан в 1949 году и зарегистрирован в 1954 году в Ланкастере, вернувшимися ветеранами Второй мировой войны. В конечном итоге клуб перешел к Джону «Сатане» Маррону, который позже стал национальным президентом Pagans MC. Считается, что именно Маррон превратил Сынов из довольно дружелюбного, ориентированного на семью мотоклуба в жестокую 1% банду байкеров.

## Большая четвёрка
Pagans MC входит в так называемую «Большую четвёрку» крупнейших MC, имеющих филиалы не только в США, но и во многих странах мира:
- Hells Angels MC
- Outlaws MC
- Pagans MC
- Bandidos MC

## Криминальная деятельность

### Флорида
4 марта 1974 года семнадцатилетняя Эми Биллиг (Amy Billig) исчезла недалеко от своего дома в Коконат-Гров, Флорида. Судьба Биллиг оставалась неизвестной в течение как минимум 24 лет. Пока в 1998 году Пол Бранч, бывший член Pagans MC, не признался на смертном одре что в день ее исчезновения она была похищена, накачана наркотиками, изнасилована и убита. По словам Бранча, тело Биллиг было брошено в окрестностях Эверглейдс, но так и не было найдено. Дело Биллиг привлекло внимание национальных средств массовой информации, включая статьи «Unsolved Mysteries» и «America's Most Wanted».

### Питтсбург
Член Pagans MC Энтони «Рокки» ЛаРокка был племянником бывшего босса питтсбургской мафии Джона ЛаРокка и выступал в качестве связующего звена между Pagans MC и преступным кланом ЛаРокка. В 1973 году ЛаРокка и еще один член Pagans MC были обвинены в нападении на агента ATF, заговоре, стрельбе. В 1990 году ЛаРокка и Фрэнсис «Рик» Ферри были приговорены к пожизненному заключению за убийство Джона Хизерингтона. Находясь в заключении, ЛаРокка продолжал контролировать свою сеть распространения кокаина через свои семейные контакты и членов Pagans MC, пока ему снова не было предъявлено обвинение и ему не дали дополнительные 20 лет.
В 1985 году тогдашнему президенту Pagans MC Даниэлю Цвибелю (Daniel Zwibel) было предъявлено обвинение по закону RICO вместе с сообвиняемыми Юджином Гезуале (Eugene Gesuale) и Джеймсом Берком (James Burke). Джеймс был известным «питтсбургским связным» в фильме «Славные парни».
В среду, 9 декабря 2020 года, большое федеральное жюри в Питтсбурге предъявило обвинения 30 членам и соратникам мотоклуба Pagans MC в торговле наркотиками и хранении огнестрельного оружия. Было изъято 12 единиц огнестрельного оружия, «значительное количество» наркотиков и 28 000 долларов наличными и драгоценностями. Среди обвиняемых: Билл Рана, Эрик Армс, Джейсон Эванс, Хасани Джеймс, Коди Бонанно, Филипп Бонанно, Доминик Куортур, Марк Штокхаузен, Патрик Риццо, Энтони Пелузо, Марисса Ботта, Дэвид Пьетропаоло, Томас Снелсире, Уэйн Уэббер, Рональд. Саймак, Энтони Скатена, Джеймс Стюарт, Дорин Дункан, Джеффри Кушик, Гэри Хейрстон, Дариан Уоффорд, Стефани Зилка, Мисти Уокер, Ричард Уайт, Рэнди Камачо, Дамиан Черепко, Брэндон Халбой, Джеймс Кривелла, Сейра Коллинз и Джессика Таранто. В рамках расследования агенты ФБР прослушивали 10 телефонов.
7 июня 2021 года Патрик Риццо из Питтсбурга, вице-президент местного чаптера, перед окружным судьей США Робертом Дж. Колвиллом признал себя виновным в незаконном хранении огнестрельного оружия.
8 апреля 2022 года соратник Pagans MC Джейсон Эванс был приговорен к 57 месяцам заключения за участие в крупномасштабной операции по незаконному обороту наркотиков в западной Пенсильвании и Огайо. Прокуратура заявила, что Эванс был близким соратником «полностью запатченного» члена питтсбургского чаптера мотоциклетного клуба Pagans MC и служил «силовиком».

### Нью-Джерси, Нью-Йорк и Филадельфия
17 июля 1994 года по крайней мере восемь членов Pagans MC появились на ежегодном благотворительном пикнике по сбору средств, организованном Tri-County MC в Нью-Джерси. Pagans MC были там чтобы запугать местные мотоклубы для присоединения к ним. Делалось это для приобритения большого влияния и помехе обосноваться Hells Angels в Нью-Джерси. Началась драка, переросшая от кулаков до ножей и огнестрельного оружия. Когда все закончилось, члены Pagans MC Гленн Ричи и Диего Вега были застрелены; член Pagans MC Рон Локк и член Tri-County MC Уильям Джонсон получили огнестрельные ранения, а члену Tri-County MC Хэнку Ригеру перерезали горло.
23 февраля 2002 году 73 язычника были арестованы на Лонг-Айленде, после появления на закрытой выставке Hells Angels под названием Hellraiser Ball. Члены Pagans MC пришли на мероприятие, чтобы ослабить влияние Hells Angels в Лонг-Айленде. Десятки язычников ворвались в двери выставки и были жестоко встречены ангелами ада. Завязалась драка, десять человек были ранены, а член Hells Angels застрелил члена Pagans MC. Две недели спустя тату-салон Pagans MC, расположенный в Южной Филадельфии подвергся обстрелу.
В 2005 году Pagans MC открыли огонь и убили вице-президента чаптера Hells Angels в Филадельфии, когда он ехал на своем грузовике по автомагистрали. Позже в том же году Hells Angels закрыли свой чаптер в Филадельфии.
В сентябре 2010 года девятнадцать членов Pagans MC были арестованы в Нью-Йорке, по обвинению в заговоре с целью убийства членов Hells Angels. Обвинения также включают вооруженное нападение, распространение кокаина и оксикодона, заговор с целью вымогательства и обвинения в хранении оружия. Два федеральных агента ATF внедрились в Pagans MC, предоставив ключевые улики. Один агент в конце концов стал sergeant-at-arms, вторым по высоте положением в иерархии 1% мотоклубов. Также были пресечены намерения Pagans MC убить членов Hells Angels с помощью самодельных ручных гранат.
Член Pagans MC Роберт «Хеллбой» Деронде был осужден за избиение 24 апреля 2018 года члена Hells Angels Джеффри Шэнка бейсбольной битой, на заправочной станции в Ньюарке и в июле 2019 года приговорен к четырем годам тюремного заключения.

### Мэриленд
Президент Pagans MC, 66-летний Джей Карл Вагнер, был арестован в округе Вашингтон, штат Мэриленд 9 мая 2007 года более чем 60 офицерами из государственных, местных и федеральных властей с помощью робота для обезвреживания бомб, а позже обвинен в хранении огнестрельного оружия после осуждения за насильственное преступление. Полиция и агенты изъяли семь пистолетов, два предполагаемых взрывных устройства и 13 винтовок. 5 марта 2008 года Вагнер признал себя виновным в хранении огнестрельного оружия. 8 августа 2008 года главный окружной судья США Бенсон Э. Легг приговорил Вагнера к 30 месяцам тюремного заключения с последующим трехлетним нахождении под надзором.
6 октября 2009 года полиция совершила налет на дом национального президента Pagans MC Дэвида «Барта» Барбейто в Майерсвилле. Его арестовали по обвинению в хранении огнестрельного оружия. В июне 2010 года он признал себя виновным в рэкете и других обвинениях. Он был приговорен к тридцати месяцам заключения.

### Род-Айленд
В 2018 году 49 человек, в том числе члены Pagans MC, были арестованы в ходе одного из крупнейших арестов в истории Род-Айленда. Конфискация 53 незаконных единиц оружия, в том числе ракетной установки, а также большого количества марихуаны, крэка, кокаина и героина стала конечным результатом 12-месячного расследования, проведенного сотрудниками отдела специальных расследований полиции штата Род-Айленд, при содействии из офиса генерального прокурора, ATF и ФБР.